# Буруанский цветоед
Буруанский цветоед или огненногрудый цветоед (лат. Dicaeum erythrothorax) — вид певчих птиц семейства цветоедовых.

## Таксономия
Монотипический вид.
Латинское название вида происходит от греческих слов ἐρῠθρός (eruthros) — «красный» и θώραξ (thorax) — «грудь».

## Описание

### Внешний вид
Размеры тела составляют около 9 см.
Оперение головы у взрослых самцов серое с зеленоватым отливом. Верхняя часть тела оливковая, надхвостье желтовато-зелёное. Рулевые и маховые перья тёмно-зелёные с широкой тёмно-серой окантовкой. Оперение на горле белое; сразу же под горлом, на груди, начинается ярко-красное пятно. Грудь вокруг горла серая, брюшко и бока оливковые, середина брюшка слегка светлее остальной части.
Радужка глаз коричневая; клюв и ноги тёмно-серые, почти чёрные.
Оперение самок похоже на таковое у самцов, разница заключается лишь в том, что у самок горло светло-серое, а красного пятна нет.
Молодые особи в целом припоминают взрослых самок, но отличаются тем, что зелёный цвет на крупе и оливковый на боках у них менее выражен, низ более серый, а нижняя часть клюва — оранжевая.

### Голос
Песня состоит из порядка шести высоких звуков, например, «си-си-си», повторяющихся с разной скоростью.

## Распространение
Эндемик острова Буру, входящего в состав Молуккских островов в Индонезии.
Обитает в лесах, на лесных опушках, в зарослях кустарников и на приречных территориях.
Точное количество особей не известно, но популяция считается стабильной. В своём ареале вид обычен.

## Биология
О рационе информации нет. Вероятно, как и другие цветоеды, питается плодами, пыльцой и нектаром лорантовых растений.
Держится парами или небольшими группами, в том числе смешанными с другими видами.
Исходя из того, что одно из гнёзд было найдено в ноябре, сезон размножения приходится на октябрь — ноябрь.
Гнездо представляет собой небольшой (9 × 5,5 см) мешочек овальной формы со входом чуть выше середины. Строится из растительных волокон и высушенной травы, подвешивается к ветке, частично будучи прикрытым листьями. 
В кладке 2 яйца размером 1,4–1,5 × 1–1,6 см.